# Folusznictwo

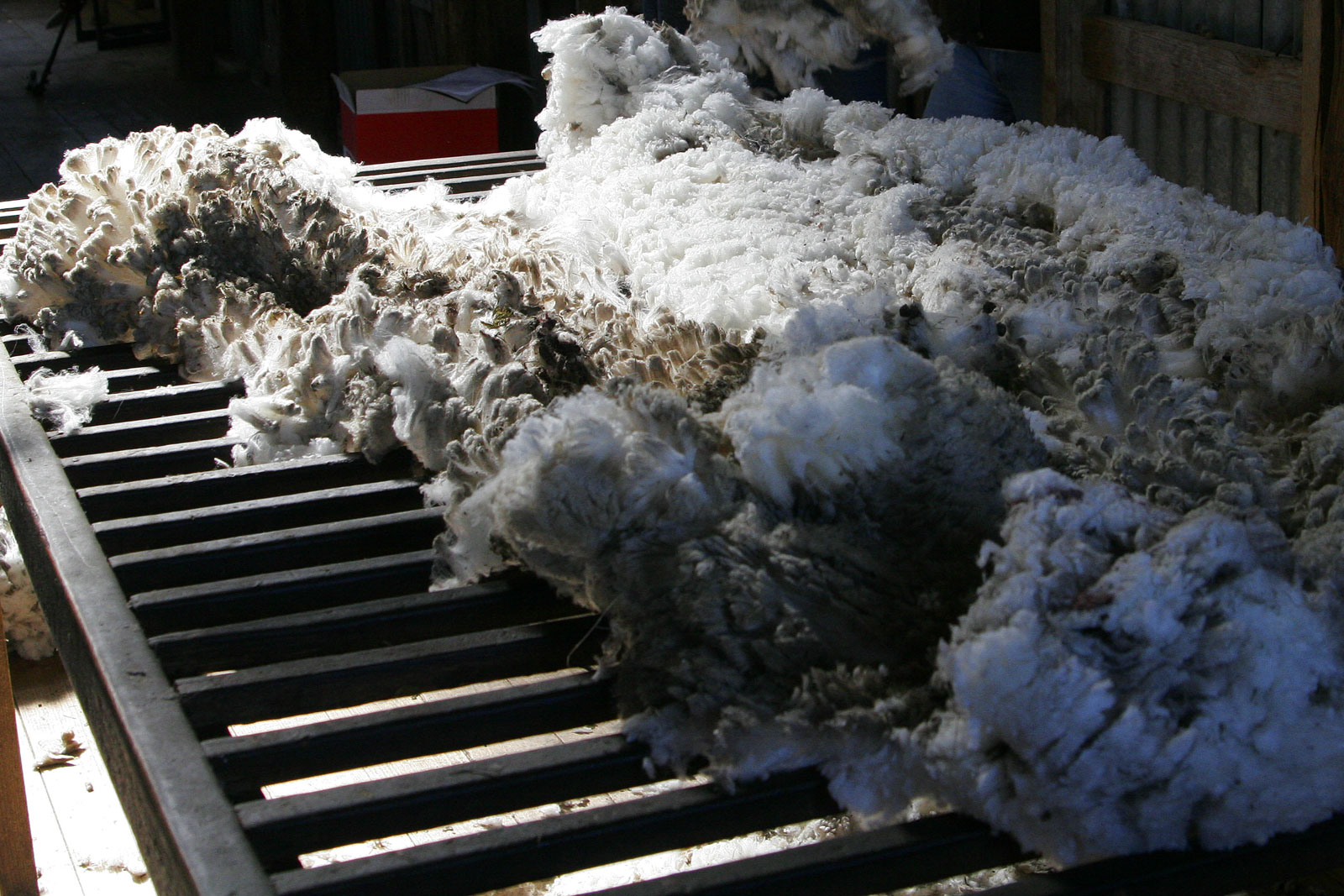
Wełna – podstawowy surowiec do wyrobu sukna

Folusznictwo – gałąź rzemieślniczej i manufakturowej produkcji sukienniczej, zajmująca się folowaniem sukna, procesem mającym na celu oczyszczenie sukna z tłuszczów i kleju tkackiego, nadanie tkaninie puszystości i jej zagęszczenie (spilśnienie).
Pierwsza wzmianka o folusznikach w Polsce wyodrębnionych od tkaczy pochodzi z 1255 r. Pierwotnie folowano nożnie, depcząc tkaninę w kadziach. Od XII w. na zachodzie Europy, a od XIV w. w Polsce znano folusze, w których koło wodne wprawiało w ruch kilka (zwykle 4) drewnianych stęporów, ubijających postawy sukna złożone we wgłębieniu stępy, wypełnionym gorącą wodą, niekiedy z dodatkiem alkaliów (glinka folarska, mocz zwierzęcy); pośrednią formą były folusze ręczne, w których sukno ubijano w wydrążonym pniu, poruszając klapę z kołkami dopasowanymi do karbów w dnie koryta (obsługę stanowiło 4-6 ludzi). Folusze należały do cechów sukienniczych i często były przedsiębiorstwami miejskimi (podobnie jak młyny, postrzygalnie, wagi i in.). W rejonach o żywej tradycji sukiennictwa wiejskiego (np. na terenach górskich) zakładano je także na wsiach, czasem jako samodzielne urządzenia, a niekiedy w połączeniu z młynami zbożowymi, piłami (tartakami) czy np. olejarniami. W procesie folowania tkaniny kurczyły się, czasem znacznie (według norm cechowych w Polsce XVI i XVII w. osnowa 14-20%, wątek 55-70%); folowanie wykazywało wady tkaniny i nadużycia tkaczy.
Tradycyjne techniki folusznicze utrzymywały się długo: folusze nożne w sukiennictwie wiejskim i ogólnie tam, gdzie produkcja była mała; folusze wodne stosowano również w manufakturach. Postęp techniczny polegał na udoskonaleniu napędu, zwiększaniu liczby kół i stęp (stęporów) i na wprowadzaniu coraz skuteczniejszych chemikaliów; w XVIII w. proces trwał około 8 dni, w tym samo stępowanie 14-25 godzin, zaś przy suknach farbowanych 25-30 godzin. Folusze wodne, technicznie zbliżone do użytkowanych w XVI-XVII w., zachowały się na Podhalu, służąc do produkcji ludowych tkanin wełnianych. W połowie XIX w. przy folowaniu tkanin zastosowano napęd parowy.
Zachowane do dziś (lub częściowo zrekonstruowane) wiejskie folusze można oglądać w muzeach etnograficznych na wolnym powietrzu (skansenach), m.in. w:
1. Górnośląskim Parku Etnograficznym w Chorzowie
2. Orawskim Parku Etnograficznym w Zubrzycy Górnej
3. Muzeum Wsi Orawskiej na Polanie Brestowej w Tatrach Zachodnich (Słowacja)